# Michael Collins (astronavt)
Michael Collins, ameriški preizkusni pilot, astronavt in general, * 31. oktober 1930, Rim, Italija, † 28. april 2021.
V okviru odprave na plovilu Gemini 10 julija 1966 se je s poveljnikom Johnom Wattsom Youngom uspešno spojil s satelitom Agena. Med tem vesoljskim poletom je izstopil iz plovila in se sprehodil po odprtem vesoljskem prostoru, da je popravil znanstveni inštrument pritrjen na satelitu. 
Med poletom Apolla 11 julija 1969 je ostal v Komandnem modulu na Luninem tiru, Armstrong in Aldrin pa sta pristala na Luni. 
Leta 1970 je postal 1. direktor Vesoljskega muzeja.